# Rudolf Kämpfe
Rudolf Kämpfe (ur. 29 marca?/10 kwietnia 1883 w Moskwie, zm. 23 grudnia 1962 w Stuttgarcie) – niemiecki generał artylerii, uczestnik I i II wojny światowej,  w tym agresji na Polskę i Francję oraz ataku na Związek Radziecki.

## Początki kariery
Do armii wstąpił 26 lutego 1902 roku jako Fahnenjunker. Jego patent oficerski jest datowany na 19 sierpnia tego samego roku. 18 sierpnia 1903 roku otrzymał stopień podporucznika (Leutnant) i dołączył do 1 Brandenburskiego Pułku Artylerii Polowej „General-Feldzeugmeister” (1. Brandenburgisches Feldartillerie-Regiment „General-Feldzeugmeister” Nr. 3.) gdzie został oficerem baterii. Od 1908 roku był adiutanem swego pułku. 18 sierpnia 1911 został awansowany na porucznika (Oberleutnant).

## I wojna światowa
Na początku I wojny światowej wyruszył razem z pułkiem na front, gdzie 8 listopada 1914 został awansowany na kapitana (Hauptmann). W 1916 został ranny, po czym przeniesiono go do niemieckiego sztabu generalnego, następnie do końca działań wojennych pozostawał w różnych sztabach. W czasie wojny otrzymał liczne odznaczenia, w tym Order Hohenzollernów i dwa Żelazne Krzyże.

## XX lecie międzywojenne
Po zakończeniu wojny przez pewien czas służył w straży granicznej po czym wstąpił do Reichsheer. Po utworzeniu 100 tysięcznej armii trafił do 3 pułku artylerii gdzie został dowódcą baterii. Od 1924 roku w sztabie. W 1925 przeniesiony do Berlina, do Ministerstwa Obrony gdzie 1 maja tego roku został awansowany na majora (Major), zaś latem przeniesiono go do Sztabu Generalnego do Gruppenkommando 2 w Kassel, by z początkiem 1927 wrócić do Ministerstwa Obrony do Berlina. Latem 1929 został dowódcą III Dywizjonu 2 Pułku Artylerii w Itzehoe. 1 lutego 1930 został awansowany na podpułkownika (Oberstleutnant). Dwa lata później, 1 kwietnia 1932 zrezygnował z dowodzenia po czym został mianowany dowódcą Twierdzy Kłodzko. W tym czasie (1 lutego 1933) otrzymał stopień pułkownika (Oberst). 1 kwietnia 1935 roku został dowódcą Artillerie – Kommandeur 8, pełniąc tę funkcję został 1 listopada 1935 awansowany na generała brygady (Generalmajor). W kwietniu 1937 zrezygnował ze swojego obecnego stanowiska po czym, 1 października, otrzymał dowództwo 31 Dywizji Piechoty zastępując na tym stanowisku gen. Herberta Fischera. 1 stycznia 1938 otrzymał stopień generała dywizji (Generalleutnant).

## II wojna światowa
Jako dowódca 31 DP w 1939 roku brał udział w agresji na Polskę. Po jej zakończeniu, pod koniec 1939 roku, przeniosła się ona na zachód by wziąć udział w 1940 roku w agresji na Francję. Pod koniec lata 1940 dywizja przeniosła się do okupowanej Polski. W maju 1941 roku zrezygnował z dowodzenia 31 dywizją by zostać dowódcą Höheres Kommando z.b.V. XXXV (przemianowanym w połowie stycznia 1942 na XXXV Korpus Armijny). Dowodząc tym związkiem wziął udział w ataku na ZSRR w składzie Grupy Armii „Środek”. W tym czasie został, 1 lipca 1941, awansowany na stopień General der Artillerie, zaś 19 grudnia odznaczono go Złotym Krzyżem Niemieckim. Jesienią 1942 zrezygnował z dowodzenia o został przeniesiony do rezerwy. Aresztowany przez Gestapo 21 lipca 1944 w związku z zamachem na Hitlera. Po wyzwoleniu, na początku maja 1945 został wzięty do niewoli przez Armię Czerwoną i deportowany do ZSRR. Zwolniono go jesienią 1949 r..

## Odznaczenia
Odznaczenia gen. Kämpfe to między innymi:
- Złoty Krzyż Niemiecki
- Krzyż Żelazny I Klasy z ponownym nadaniem w 1939
- Krzyż Żelazny II Klasy z ponownym nadaniem w 1939
- Kawaler Orderu Hohenzollernów z mieczami na wstędze wojennej
- Czarna Odznaka za Rany
- Hamburski Krzyż Hanzeatycki
- Krzyż Zasługi Wojskowej III klasy (Austro-Węgry)